# Helga Schneider (Schriftstellerin)
Helga Schneider (* 17. November 1937 in Steinberg, polnisch Jastrzębnik, Polen) ist eine italienische Schriftstellerin deutscher Abstammung. Obwohl ihre Muttersprache Deutsch ist, verfasst sie ihre Werke ausschließlich auf Italienisch. Ihr Roman Lasciami andare, madre (deutsch Laß mich gehen), in dem sie in autobiografischem Rückblick mit der Mutter, einer Kriegsverbrecherin und NS-Nostalgikerin, abrechnet, sorgte für großes Aufsehen, wurde in zahlreiche Sprachen übersetzt und 2017 von Polly Steele unter dem Titel Let me go verfilmt. Ihr literarisches Schaffen kreist um die Aufarbeitung der nationalsozialistischen Vergangenheit.

## Leben
Schneider wurde 1937 als Tochter österreichischer Eltern im schlesischen Steinberg geboren, wo die Großeltern väterlicherseits ein Landgut betrieben. Die Schneiders waren in Berlin-Niederschönhausen angesiedelt. Nach Kriegsausbruch wurde der Vater als Soldat an die Front kommandiert. 1941 ließ die Mutter die Tochter Helga und den Sohn Peter (zu diesem Zeitpunkt jeweils 4 Jahre und 19 Monate alt) in Berlin zurück und trat der SS als Hilfskraft bei. In der Folge wurde sie Aufseherin im Frauen-KZ Ravensbrück und anschließend in Auschwitz-Birkenau. Eine Schwester des Vaters, Tante Margarete, sorgte einstweilig für die Kinder, bis die Großmutter von Schlesien aus Berlin erreichte. Letztere betreute die beiden Enkelkinder rund ein Jahr. Während eines Fronturlaubs lernte der Vater eine junge Berlinerin namens Ursula kennen, die er 1942 in zweiter Ehe heiratete. Infolgedessen verließ die Großmutter Berlin, was für die kleine Helga eine besonders schmerzvolle Trennung war. Die Stiefmutter hatte nur Peter gern und vernachlässigte Helga, die bald in ein Heim für schwererziehbare und später in ein Internat für Kinder aus gescheiterten Familien gegeben wurde.
Vom Internat, das sich in Oranienburg-Eden befand, holte sie eine Stieftante namens Hilde im Herbst 1944 nach Berlin zurück. Die deutsche Hauptstadt war weitgehend zertrümmert und vom Spätjahr 1944 bis zum Kriegsende mussten Helga und ihre Familie aufgrund der andauernden Bombardements durch die alliierten Streitkräfte einen Keller bewohnen. Kälte und Hunger bestimmten den Alltag.
Im Dezember 1944 wurden Helga und Peter dank der Vermittlung der Tante Hilde, die als Mitarbeiterin des von Joseph Goebbels geleiteten Propagandaministeriums tätig war, für einen Besuch im Führerbunker ausgewählt. Dank dieser Propagandainitiative konnten sie Adolf Hitler persönlich begegnen. Die Schriftstellerin beschrieb ihn rückblickend als einen alt wirkenden Mann mit einem magnetischen Blick und schlurfenden Gang, dem Gesicht voller Falten und einem schlaffen und verschwitzten Händedruck.
1948 kehrte die Familie mit den Kindern nach Österreich zurück und siedelte sich bei den Großeltern in Attersee am Attersee an.
Seit 1963 lebt Helga Schneider in Bologna. 1971 erfuhr sie, dass ihre Mutter, die sie seit 1941 nicht wiedergesehen hatte, noch lebte, und beschloss, sie in Wien, wo sie wohnhaft war, zu besuchen. Im Rahmen dieses Besuchs gewann Helga Einblicke in die obszöne Biografie der Mutter. Diese sei als SS-Helferin an Kriegsverbrechen wie etwa medizinischen Versuchen beteiligt gewesen und durch ein Kriegsgericht zu sechs Jahren Haft verurteilt worden, dennoch bereue sie nach wie vor in keiner Weise ihre Vergangenheit in der SS. Im Gegenteil: Sie habe über 30 Jahre ihre damalige Uniform wie eine Reliquie aufgehoben und möchte nun, dass sie Helga anziehe. Ihr wollte sie auch Schmuck verdächtiger Herkunft schenken, den die Tochter allerdings nicht annahm, weil sie ihn für Judengold hielt. Helga war über das Wiedersehen mit der Mutter, deren Ideologieverfallenheit und apologetische Einstellung zum Dritten Reich so entsetzt, dass sie erneut jeden Kontakt abbrach. Mutter und Tochter kamen nur noch ein zweites Mal im Jahr 1998 zusammen und auch in diesem Zusammenhang musste Helga den unerschütterlichen Glauben der Mutter an Hitler und dessen massenmörderisches Gedankengut feststellen.
Schneiders literarische Tätigkeit setzte erst in den 1990er Jahren an. Der 2001 auf Italienisch erschienene Prosaband Lasciami andare, madre (deutsch Laß mich gehen) bildet eine rabiate Abrechnung mit der Mutterfigur.

## Pressestimmen zuLaß mich gehen
„Schneiders Blick auf die Opfer ist von dieser Auseinandersetzung [mit der Mutter] geprägt, und das führt, paradoxerweise, dazu, dass er sich kaum von dem ihrer Mutter unterscheidet: Die Häftlinge von Ravensbrück und Birkenau werden nur als Haufen wahrgenommen, als »abgemagerte, entkräftete, völlig verzweifelte Jüdinnen mit kahlgeschorenen Köpfen und leerem Blick«, nicht in ihrer jeweiligen Individualität. Sie bleiben also jenseits der Grenze zum Menschsein. Hingegen beobachtet Helga Schneider andauernd sich selbst, registriert wie eine Buchhalterin des schlechten Gewissens und der guten Absicht jede eigene Gefühlsbewegung und zwingt die Leser damit, ihr die Absolution zu erteilen. Ihr Leid steht im Mittelpunkt, und der Drang, es wegzumachen, geht auf Kosten derer, die unter ihrer Mutter [...] gelitten haben.“

„Die Autorin gibt die teilweise recht grausam anmutenden Erzählungen ihrer Mutter wieder und erklärt, wieso sie diese Frau, trotz der Tatsache, daß sie auch jetzt noch nicht die geringste Reue wegen ihrer unmenschlichen Taten aufbrachte, nicht hassen konnte. Alles in allem ein sehr nachdenklich stimmendes Buch, das den Leser mit in den Strudel der widersprüchlichen Gefühle der Autorin gegenüber ihrer Mutter reißt.“

## Werke
Deutsche Übersetzungen
- Der Scheiterhaufen von Berlin. Die Geschichte einer Kindheit. Aus dem Ital. von Sylvia Antz. München: Heyne 1997. Neuausgabe u.d.T. Kein Himmel über Berlin. Eine Kindheit. München, Zürich: Piper 2006. Originaltitel: Il rogo di Berlino (1995).
- Laß mich gehen. Aus dem Ital. von Claudia Schmitt. München, Zürich: Piper 2003. Originaltitel: Lasciami andare, madre (2001).
- Als wir Kinder waren. Aus dem Ital. von Claudia Schmitt. München, Zürich: Piper 2006. Originaltitel: L’usignolo dei Linke (2004).

Originalausgaben
- La bambola decapitata. Bologna: Pendragon 1993.
- Il rogo di Berlino. Milano: Adelphi 1995.
- Porta di Brandeburgo. Milano: Rizzoli 1997.
- Il piccolo Adolf non aveva le ciglia. Milano: Rizzoli 1998.
- Lasciami andare, madre. Milano: Adelphi 2001.
- Stelle di cannella. Milano: Salani, 2002.
- L’usignolo dei Linke. Milano: Adelphi 2004.
- L’albero di Goethe. Milano: Salani 2004.
- Io, piccola ospite del Führer. Torino: Einaudi 2006.
- Il piccolo Adolf non aveva le ciglia. Torino: Einaudi 2007.
- Heike riprende a respirare. Milano: Salani 2008.
- La baracca dei tristi piaceri. Milano: Salani 2009.
- Rosel e la strana famiglia del signor Kreutzberg. Milano: Salani 2010.
- I miei vent’anni. Milano: Salani 2013.
- L’inutile zavorra dei sentimenti. Milano: Salani 2015.
- Un amore adolescente. Milano: Salani 2017.
- Per un pugno di cioccolata e altri specchi rotti. Mantova: Oligo 2019.